# Colm Meaney
Colm J. Meaney (en gaélico: Colm Ó Maonaigh, nombre de pila pronunciado /kɒləm/; Dublín, Irlanda, 30 de mayo de 1953) es un actor irlandés. Se le conoce sobre todo por haber interpretado el personaje Miles O'Brien en dos series de televisión de la saga Star Trek: la serie La nueva generación (1987-1994) y la serie Espacio profundo 9 (1993-1999).

## Primeros años
Meaney nació en Dublín y empezó a estudiar interpretación a los catorce años. Ingresó en la Abbey Theatre School of Acting al terminar la secundaria. Se hizo miembro del Teatro Nacional de Irlanda y pasó los ocho años siguientes en Inglaterra, de gira con diversas compañías de teatro.

## Vida profesional

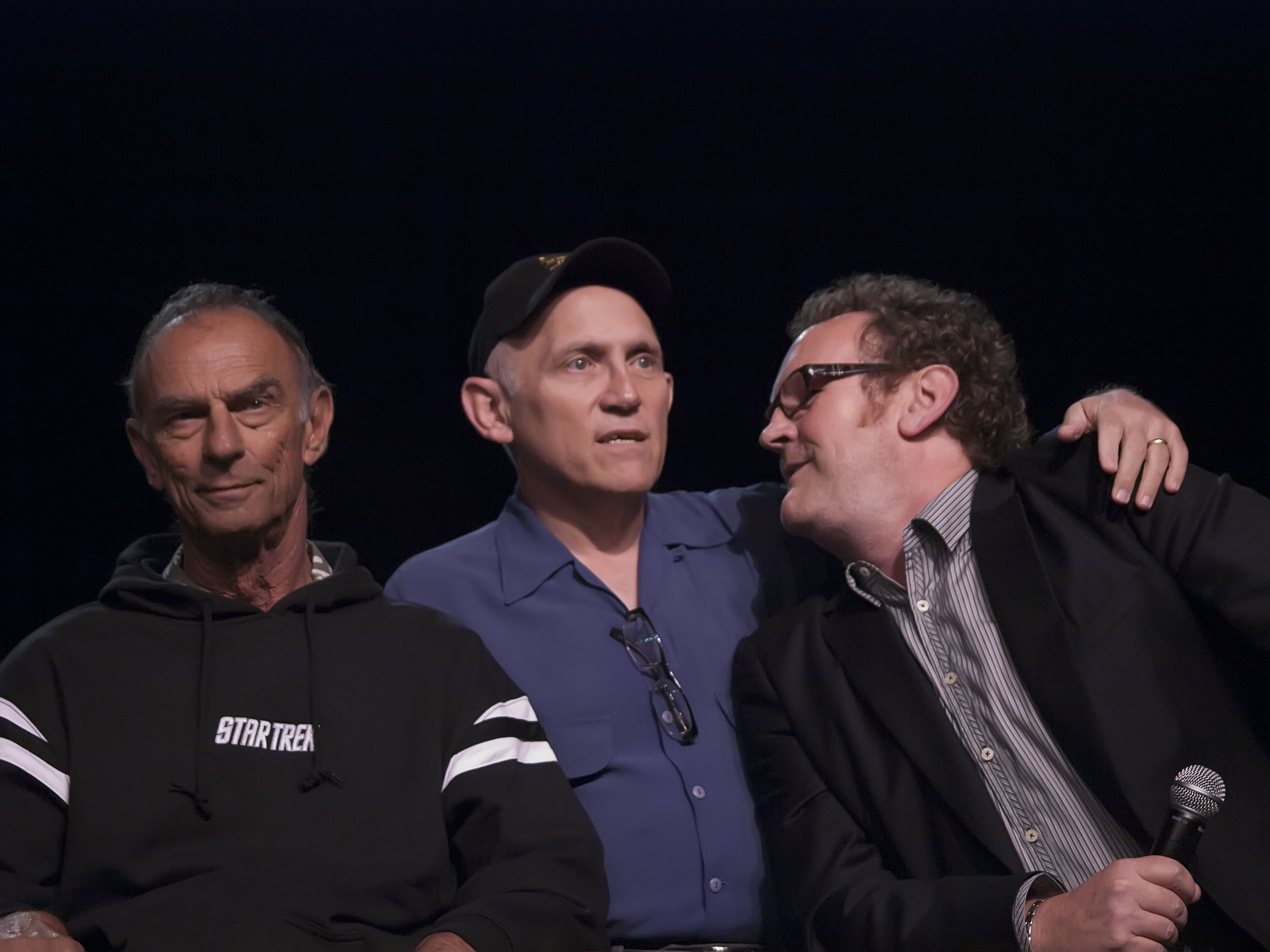
Marc Alaimo, Armin Shimerman y Colm Meaney en la convención de Star Trek en Las Vegas en 2009.

Su primera aparición por televisión fue en el programa Z-Cars de la BBC1, en el año 1978. Hizo apariciones estelares en episodios de algunas series de la época, como Remington Steele y Moonlighting, antes de que su carrera profesional despegara. Recibió una nominación al Globo de oro en la categoría de «Mejor actor» por su papel en Café irlandés (The Snapper).
La primera aparición de Meaney en Star Trek: La Nueva Generación (TNG) fue en 1987, en el episodio piloto «Encuentro en Farpoint», como Miles O'Brien. En 1993, Meaney dejó la serie para participar en su derivado: Star Trek: Espacio Profundo Nueve (DS9), en la que trabajó hasta el último episodio, en 1999. Con un total de 225 episodios en Star Trek (173 DS9 y 52 en TNG) es el actor con el segundo mayor número de apariciones de la saga, sólo superado por Michael Dorn con 280. Meaney aparecía en ambos episodios pilotos, un honor sólo compartido por Patrick Stewart (Jean-Luc Picard) y Armin Shimerman. Además, es uno de los seis únicos actores que ha aparecido en el episodio final de dos series distintas de Star Trek.
Años más tarde, y dentro del género de la ciencia ficción, tuvo un pequeño papel como Cowen, líder de la raza Genii en la serie Stargate Atlantis. También ha aparecido en Law & Order, Law & Order: Criminal Intent y, como Bob O'Donnell, en el programa Men In Trees de la ABC.
Es el único actor que ha aparecido en las tres adaptaciones cinematográficas de la trilogía The Barrytown, de Roddy Doyle, como cabeza de familia de los Rabbitte; sin embargo, debido a cuestiones legales, en cada una de las películas, el apellido de la familia era diferente.
Colm protagonizó la comedia británica Three and Out, estrenada en abril de 2008. En julio del mismo año An Post (la agencia postal irlandesa) emitió una serie de sellos con el rostro de Colm Meaney interpretando a Jow Mullen en la película Kings.
En marzo de 2009, Meaney hizo un cameo como el tabernero irlandés en el especial de San Patricio de Los Simpson, En el nombre del abuelo. Ese mismo mes, se estrenó la película The Damned United, relatando el periodo de 44 días durante los que Brian Clough fue el entrenador de los Leeds United. Meaney interpreta al exentrenador Don Revie, que se convirtió en seleccionador nacional.

## Vida privada
Meaney estuvo casado con la actriz irlandesa Bairbre Dowling, pero se divorciaron. Volvió a casarse en marzo de 2007 con su actual esposa, Inés Glorian.
En el ámbito político, es simpatizante del Sinn Féin, incluso manifestó que se afilió cuando tenía 14 años .
No tiene ningún lazo de sangre con el escritor de ciencia ficción John Meaney, aunque este último tenga un hermano llamado también Colm Meaney.
Actualmente vive en la localidad española de Sóller, Mallorca.

## Filmografía
- 1981: Nailed
- 1987: Omega Syndrome, como Sean.
- 1987: The Dead, como el Sr. Bergin.
- 1990: La jungla de cristal 2 / Duro de Matar 2 (Die Hard 2) como el piloto.
- 1990: Dick Tracy, como poli en Tess's.
- 1990: Come See the Paradise, como Gerry McGurn.
- 1991: The Commitments, como Jimmy Rabbitte senior.
- 1992: Alerta máxima, como Doumer.
- 1992: The Last of the Mohicans, como el Mayor Ambrose.
- 1992: Un horizonte muy lejano, como Kelly.
- 1992: Into the West, como Barreller.
- 1993: Café irlandés, como Dessie Curley (nominado al Globo de Oro al mejor actor).
- 1994: War of the Buttons, como el cabeza de familia de los Geronimo.
- 1994: The Road to Wellville, como el Dr. Lionel Badger.
- 1995: El inglés que subió una colina pero bajó una montaña, como Morgan "el cabra".
- 1996: La camioneta, como Larry.
- 1996: The Last of the High Kings, como Jim Davern.
- 1997: Con Air, como el agente Duncan Malloy de la DEA.
- 1997: 'Owd Bob, como Keith Moore.
- 1998: This Is My Father, como Seamus, dueño del Bed-and-Breakfast.
- 1998: Monument Ave., como Jackie O'Hara (alias Snitch).
- 1998: October 22, como Steve.
- 1998: Claire Dolan, como Roland Cain.
- 1998: Mystery, Alaska, como el alcalde Scott Pitcher.
- 1998: La leyenda mágica de los Leprechauns, como Seamus Muldoon.
- 1998: Chapter Zero, como Frank Lazarus.
- 1998: Four Days, como Fury.
- 1998: Most Important, como Dan O'Neill.
- 2001: How Harry Became a Tree, como Harry (IFTA al mejor actor).
- 2002: Random Passage, como Thomas Hutchings.
- 2003: The Boys From County Clare, como Jimmy.
- 2003: Intermission, como Jerry Lynch.
- 2004: Layer Cake (Crimen organizado), como Gene.
- 2004: Tierra de pasiones, como Benjamin Franklin.
- 2006: Five Fingers, como Gavin.
- 2006: Caved In, como Vincent.
- 2006: A Lobster Tale, como Cody.
- 2007: 'Kings, como Joe Mullan (nominado al IFTA al mejor actor).
- 2007: The Metrosexual, como el alcalde.
- 2008: Clean Break, como Trevor Jones.
- 2008: Three and Out, como Tommy.
- 2009: Los Simpson (episodio "In the Name of the Grandfather"), como Tom O'Flanagan (voz).
- 2009: The Damned United, como Don Revie.
- 2009: The Race.
- 2009: Law Abiding Citizen, como el Detective Dunnigan.
- 2010: Get Him to the Greek, como el padre de Aldous Snow.
- 2010: Parked
- 2010: The Conspirator
- 2011-2014: Hell on Wheels, como Thomas C. Durant.
- 2012: Soldiers of Fortune
- 2012: La fría luz del día (aparición especial)
- 2012: El perfecto desconocido
- 2013: Alan Partridge: Alpha Papa
- 2017: Pelé: La Película
- 2019: Tolkien: Padre Francis[1]
- 2022: Marlowe; Bernie Ohls
- 2023: Unwelcome: Papá Whelan
- 2024: In the Land of Saints and Sinners: Robert McQue